# Soleryon
Genre
Soleryon est un genre fossile de crustacés décapodes de la famille des Eryonidae. Ces fossiles ont été retrouvés dans le Jurassique supérieur d'Europe de l'Ouest, sur la marge nord de l'océan Téthys, en France et en Allemagne.

## Répartition géographique
Ses restes fossiles sont connus :
- en France : 
  - dans le Lagerstätte de la formation géologique du calcaire lithographique de Cerin (Kimméridgien terminal) dans le département de l'Ain ;
  - dans les calcaires lithographiques du Lagerstätte de Canjuers (Tithonien inférieur) dans le département du Var ;
  - et dans la formation du terrain à Chailles de l'Oxfordien inférieur (faciès Argovien) de Calmoutier dans le département de la Haute-Saône.
- en Allemagne :
  - dans le Lagerstätte de Wattendorf (base du Kimméridgien supérieur) en Bavière ;
  - et dans les calcaires lithographiques de Solnhofen (Tithonien) en Bavière également.

## Étymologie
Le nom de genre Soleryon combine le mot latin sol, « Soleil » qui décrit la frange d'épines sur les marges postéro-latérales du céphalothorax de l'animal qui rappelle les rayons du Soleil et Eryon le nom de genre du premier Eryonidae décrit, en 1817 par Anselme Gaëtan Desmarest.

## Description
Ces décapodes étaient des animaux marins benthiques vivant en grand nombre dans les eaux calmes et peu profondes des lagunes sur les côtes nord de l'océan Téthys.
Soleryon est un grand éryonidé (environ 12,5 centimètres de long pour l'espèce S. amicalis). Son céphalothorax est de forme sub-trapézoïdale et aplati dorso-ventralement avec des marges frontale et postérieure généralement concaves. Ses marges postéro-latérales portent des épines plus longues que chez les autres Eryonidae.

## Liste des espèces
- † Soleryon amicalis Audo, Charbonnier, Schweigert & Saint Martin, 2014[2]. C'est l'espèce type et la plus grande connue du genre. Ses fossiles proviennent uniquement du site paléontologique de Cerin dans le calcaire lithographique daté à la limite entre le Kimméridgien et le Tithonien, il y a environ 152 Ma (millions d'années) ;
- † Soleryon schorri Audo, Charbonnier, Schweigert & Saint Martin, 2014[2]. Ces fossiles ont été découverts dans le district de Haute-Franconie en Bavière, dans le Lagerstätte de Wattendorf. Ils sont datés du début du Kimméridgien supérieur (biozone à Pseudomutabilis, soit l'équivalent de la base de la biozone subméditerranéenne à Eudoxus[3]) ;
- † Soleryon perroni (Étallon, 1859). Un spécimen unique découvert dans l'Oxfordien inférieur de l'Est de la France, à Calmoutier dans la Haute-Saône, et assigné à l'origine par Auguste Étallon en 1859 à Eryon perroni. Espèce ré-attribuée au genre Soleryon en 2014 par Audo, Charbonnier, Schweigert & Saint Martin[2], elle diffère des deux autres espèces par ses grandes épines postéro-latérales alternant avec des épines de plus petite taille, et par une marge postérieure du céphalothorax droite et non concave[2].

## Classification
Le genre Soleryon a été créé en 2014 par Denis Audo (d), Sylvain Charbonnier (d), Günter Schweigert (d) et Jean-Paul Saint Martin (d).